# Caisse générale pour l'assurance des maisons en cas d'incendie

Caisse générale pour l'assurance des maisons en cas d'incendie, 1778 (Fondazione Mansutti, Milano).

La Caisse générale pour l'assurance des maisons en cas d'incendie (in italiano Cassa generale per l'assicurazione delle case in caso di incendi) è stata una compagnia di assicurazione piemontese del XVIII secolo.
Istituita nel 1778, la società offriva azioni al portatore per ottenere una concessione trentennale per esercitare l'assicurazione incendio sulle abitazioni. La compagnia aveva un capitale di un milione di lire sarde, diviso in 500 azioni. I titolari di almeno cinque azioni avevano diritto di voto nell'assemblea societaria. Gli amministratori in carica conservavano un decimo degli utili di ogni anno superiori alle 60.000 lire, mentre un quinto restava come riserva; il restante 70% era distribuito tra i soci ogni sei mesi. Per i clienti, il massimale assicurabile non poteva superare i tre quarti del valore commerciale dell'edificio. I rischi erano classificati in tre categorie, con un premio che variava da uno a quattro soldi ogni cento lire assicurate.